# Medusa e altre incognite
Medusa e altre incognite è un'antologia di racconti fantascientifici di Theodore Sturgeon edita da Mondadori nella collana Urania Millemondi (n. 38) nell'aprile del 2004.
Tutti i racconti presenti in questa raccolta, apparsi in origine tra il 1941 e il 1956, erano già stati pubblicati sulla collana Urania nelle precedenti antologie Medusa e altri dei (n. 1114), Luci e nebbie (n. 1045), Orbite perdute (n. 1014) e Semi di stelle (n. 1071).

## Racconti
- L'isola degli incubi (Nightmare Island, 1941)
- Il piccolo grande Dio (Microcosmic God, 1941)
- Medusa (Medusa, 1942)
- Il giocattolo di Mewhu (Mewhu's Jet, 1946)
- Il tuono e le rose (Thunder and Roses, 1947)
- Unirsi e vincere (Unite and Conquer, 1948)
- Le parole dei morti (What Dead Men Tell, 1949)
- Un'ombra sul muro (Shadow, Shadow on the Wall, 1950)
- Mondo d'incubi (The Incubi of Parallel X, 1951)
- Estrapolazione (Extrapolation, 1953)
- Il prezzo dell'amore (The Wages of Synergy, 1953)
- L'educazione di Drusilla Strange (The Education of Drusilla Strange, 1954)
- Frammento luminoso (Bright Segment, 1955)
- Ultime notizie (And Now the News..., 1956)